# Mycosphaerella primulae
Mycosphaerella primulae är en svampart som först beskrevs av Auersw. & Heufl., och fick sitt nu gällande namn av Joseph Schröter 1894. Mycosphaerella primulae ingår i släktet Mycosphaerella och familjen Mycosphaerellaceae.   Inga underarter finns listade i Catalogue of Life.